# 戰爭遊戲：火力時代
《戰爭遊戲：火力時代》是一款由Machine Zone（現稱為）開發的大型多人線上戰略遊戲，於2013年發行於iOS和Android平台上運行。該遊戲較著名的是有著引人矚目的廣告宣傳活動，以及為2014年和2015年最暢銷的手機應用程式之一。

## 系統

《戰爭遊戲：火力時代》的遊戲畫面。

《戰爭遊戲：火力時代》擁有玩家與玩家間的戰鬥、玩家對抗環境模式（殺死怪物和地下城）及城市建設等任務。玩家能藉由收集或耕種資源來建造建築物、生產軍隊和對進步的研究。與其他手機遊戲相似，遊戲玩法的大多包括選擇動作，然後等待預設的時間完成或可透過付款來加快任務的進度。
該遊戲相當重視每位加入聯盟的玩家。每個聯盟限制為100名玩家，並位於512×512方格的王國內及在512×1024交錯的等距地圖上。聯盟也為每個王國內部的衝突提供團隊性的結構。在一個王國活躍了幾個月之後，為了保護好自己所屬的王國，玩家能開始參與王國與王國間的戰鬥活動，這些活動是由開發方定期安排。在《戰爭遊戲：火力時代》中的遊玩並未有著明確的結局；資深玩家能繼續無限成長、與其他玩家交戰且避免遭受重大的損失。
此外，《戰爭遊戲：火力時代》也鼓勵玩家透過聯盟聊天和王國聊天的方式來相互交流。遊戲的聊天系統還包括了翻譯服務，以便來自世界各地的玩家一同參與其中。該遊戲的玩家對玩家間的聊天和電子郵件訊息亦支援由微軟和Google所提供的翻譯功能。其自動翻譯器支援了30種以上的語言，並包括使用者提供的翻譯更正建議。無法自動翻譯的消息能由自願修改拼寫和語法的玩家來審視，之後其自動翻譯會再次嘗試做出更正。

## 商業及市場營銷
遊戲開發商Machine Zone被其執行長描述為「可能是世上最大規模的直接回應營銷員及移動領域最大的單一產品營銷商，」截至2015年10月，該公司在全球約有550名員工，其中在營銷方面就佔了200人。

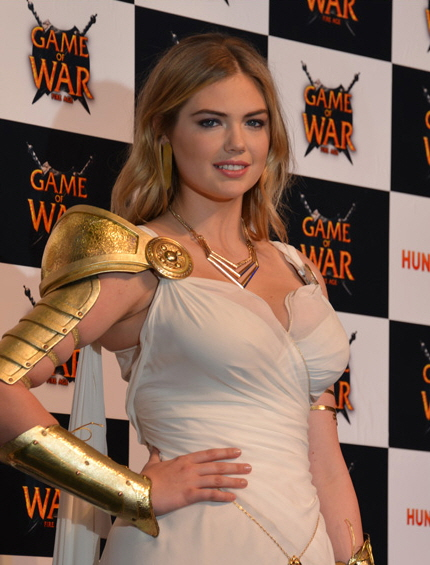
扮成雅典娜的凱特·阿普頓於2014年出席《戰爭遊戲：火力時代》的宣傳活動。

2014年，該公司大約花了4000萬美元用於《戰爭遊戲：火力時代》的營銷。隨著數位和社交媒體廣告的出現而製作了以模特兒凱特·阿普頓為賣點的大製作電視廣告。這些廣告強調著阿普頓性感魅力的一面，她在片中參與著和《冰與火之歌：權力遊戲》相當的奇幻風戰鬥。該廣告曾於國家美式橄欖球聯盟主辦的《周四足球夜》比賽期間在美國推出，且也在第四十九屆超級盃和其他體育賽事上獲得了廣大的關注。
阿普頓於2015年被歌手瑪麗亞·凱莉所取代，成為遊戲廣告活動的新代言人，並於2015年9月14日釋出與凱莉合作的首支商業廣告。
2015年8月，的一名前員工遭到逮捕並被指控竊取專有數據，其中包括「按時間、地點、年齡和其他特徵分類的玩家消費習慣」，例如「遊戲物品的收入和收入最高的物品，以及遊戲中玩家經常登出的地方」。《華爾街日報》將這些數據的貨幣價值與這一事實聯繫起來而發現「約有3%的手機遊戲玩家會購買虛擬物品，例如額外的回合及特殊能力。大多數人每個月只花幾美元，而有一小部分人被稱為鯨魚——是一個來自賭場的名字，他們每個月花了50美元或更多。」
透過樂天公司的分析顯示，與一般手機免費遊戲玩家花費的87美元相比，《戰爭遊戲：火力時代》在2015年的付費玩家在該應用程式內的平均花費為550美元。以作為一隻「鯨魚」為例，《商業周刊》描述了比利時一名15歲的《戰爭遊戲：火力時代》玩家，他使用他母親的信用卡在該免費遊戲中花了4.1萬美元來購買當中的虛擬物品。2016年12月，一名45歲的美國加利福尼亞州男子在聯邦法院上坦承將100萬美元的贓款全花在《戰爭遊戲：火力時代》之中。

## 反響
《戰爭遊戲：火力時代》在2014年是Apple Store上營收第三高的遊戲應用程式，且據報導，預估該年度的收入為6億美元。2015年3月，該遊戲在和Google Play上是排名前10的免費應用程式。
該遊戲及其使用者界面因採取了一種「大力推動」應用程式內購買的激進風格而受到批評，如藉由花費從5美元到100美元不等的價格來「刪去放置在螢幕上的廣告和升級按鈕」。《富比士》的一位評論家寫道：「從其整體設計到如何處理現金花費，《戰爭遊戲》是我見過的最高端的搶錢法。」同樣地，《Macworld》在評測中表示，「《戰爭遊戲》可能是我玩過最積極的貨幣化免費遊戲。」
Cracked網站認為，最後的付費客群階段包括「攻擊對手......消滅你的敵人而在戰鬥中可能失去的部隊和其他消耗品上所（花費）的資金將達數百甚至數千美元。」在該文章的結論是，遊戲在設計上提供了「沒有獲勝的可能性。你能做的最好的事情就是不能輸掉」，因為單次攻擊可以「毀掉許多，需要數月的遊玩才能恢復......或者100美元」，這與其他付費玩家便能獲得永久性好處的MMO遊戲形成鮮明的對比。
評論家也對該遊戲標榜「平易近人」的遊戲玩法而抱持著批評的態度，常識媒體將其稱之為「對行動和戰略都要有所瞭解。」例如，除非玩家的聯盟得積極地參與戰爭，「核心遊戲玩法圍繞著等你的任務計時器完成，然後再排新的隊。即使是每日和聯盟任務也只是要求你點擊一些東西然後回來採收你的獎勵。」認為，該遊戲「不會因為有趣的遊戲玩法或任何相似的故事情節而令人煩惱——所以這一切都是『建設這個』並『培養他們』，但其獎勵也只是讓人越來越忙。」
《Pocket Gamer》將其遊戲玩法評為「基本上是個很忙的電子遊戲，」並補充說，「在充滿垃圾內容的世界聊天可能對你的健康有害」，且因一些玩家的「虛假自我意識的重要性——這是買來的，順便說一句，這並沒有賺到。」但評論家也發現它「是一個競爭激烈、極具吸引力的遊戲，其中為人類玩家提供了大量的競爭、戲劇、挫折和愉悅。」
《Paste》在對《戰爭遊戲：火力時代》的正面評價中將其稱為「令人上癮」，特別是在遊戲內具衝突的社交動態中。這位43歲的評論家發現在他的聯盟中的「內政」是「就像迷人的國度般，」特別是對於聯盟領導人而言：「我們有自己的聊天室，領導者討論當天的緊急事項，且該責任能令人感到詭異的重要——保持商店庫存、協商監獄釋放、確保外交關係、組織搬遷、保護同伴及招募新成員。但當您可以隨時遭受到攻擊或攻擊時，協同規劃戰略相當有趣。我的聯盟已成為一支兄弟姐妹的小線上樂團——有90人的費莉西亞·戴伊的《公會》——且我喜歡它。」

## 外部連結
- 官方网站